# Rupert Waterhouse
Rupert Waterhouse, född 15 januari 1873 i Sheffield, död 1 september 1958, var en engelsk läkare.
Han tog sin examen 1897 vid St. Bartholomew’s Hospital, flyttade 1901 till Bath där han bland annat var verksam vid Royal United Hospital. Under första världskriget deltog han dels som soldat med North Somerset Yeomanry och som läkare med Royal Medical Army Corps vid bland annat Gallipoli. 
Waterhouse har givit namn åt Waterhouse-Friderichsens syndrom (tillsammans med Carl Friderichsen).